# Henning Plessner
Henning Plessner (* 1965) ist ein deutscher Psychologe, Sportwissenschaftler und Hochschullehrer.

## Leben
Plessner studierte ab 1986 Psychologie an der Technischen Universität Braunschweig. Nach seinem Diplom 1992 bis 1997 war er Wissenschaftlicher Mitarbeiter am Institut für Psychologie der Universität Hildesheim. 1997 wurde er mit der Arbeit Der Positionseffekt bei Kampfrichterurteilen im Kunstturnen an der Technischen Universität Chemnitz-Zwickau zum Dr. phil. promoviert.
Von 1997 bis 2008 war Plessner zunächst Wissenschaftlicher Mitarbeiter, dann ab 2001 Hochschulassistent in der Abteilung Sozialpsychologie am Psychologischen Institut der Universität Heidelberg. In dieser Zeit lehrte er 2003 an der Universität Göttingen und 2004 an der New School University in New York. Ebenfalls 2004 erfolgte Plessners Habilitation an der Fakultät für Verhaltens- und Empirische Kulturwissenschaften der Universität Heidelberg mit der Arbeit Die Bewertung sportlicher Leistungen als Prozess sozialer Informationsverarbeitung.
2008 folgte er einem Ruf an die Universität Leipzig auf die Professur für Sozialpsychologie und Methoden, außerdem wurde er Direktor des dortigen Psychologischen Instituts 1. 2010 folgte Plessner einem Ruf auf die Professur für Sportwissenschaft mit dem Schwerpunkt Sportpsychologie am Institut für Sport und Sportwissenschaft der Universität Heidelberg. Des Weiteren ist Plessner seit 2008 Mitglied der Ethik-Kommission der Deutschen Gesellschaft für Psychologie und seit 2011 im Präsidium der Deutschen Vereinigung für Sportwissenschaft als Vizepräsident für Nachwuchsförderung.

## Forschungsschwerpunkte
Im Mittelpunkt der Forschung Plessners steht das Urteilen und Entscheiden im Sport, im Besonderen die Optimierung von Kampf- und Schiedsrichterleistungen sowie soziale Motivation und sportliche Leistung. Des Weiteren beschäftigt sich Plessner mit der Psychologie der Intuition.

## Publikationen (Auswahl)
- mit Joachim Funke und Tilmann Betsch: Denken – Urteilen, Entscheiden, Problemlösen. Springer Medizin, Heidelberg 2011, ISBN 978-3-642-12473-0.
- mit Michael Bar-Eli und Markus Raab: Judgment, Decision-making and Success in Sport. Wiley, New York 2011, ISBN 978-0-470-69453-4.
- mit Cornelia Betsch und Tilmann Betsch: Intuition in judgment and decision making. Lawrence Erlbaum, Mahwah, N.J. 2008, ISBN 978-0805857412.
- Urteilsverzerrungen bei Kampfrichtern im Kunstturnen – Der Einfluß von Erwartungen. Shaker, Aachen 1997, ISBN 3-8265-3207-4.